# Фантастическая поэзия
Фантастическая поэзия (англоязычной терминологии также: «спекулятивная поэзия» (англ. speculative poetry) — поэзия воображаемых миров) — разновидность фантастической литературы (научной фантастики, фэнтези и хоррора), использующая стихотворную форму.

## Фантастическая поэзия в современной литературе
Начиная приблизительно с середины XX века, а особенно с начала 1970-х годов, регулярно издаются англоязычные антологии фантастической поэзии. В 1978 году в США основана Ассоциация научно-фантастической поэзии, которая объединяет читателей и писателей, интересующихся фантастической поэзией. Ассоциация ежегодно присуждает премию Райслинга за лучшее поэтическое произведение в научной фантастике, фэнтези и хорроре, названную в честь литературного героя из рассказа Хайнлайна «Зелёные холмы Земли». Премия присуждается в двух номинациях: лучшее длинное стихотворение и лучшее короткое стихотворение. Номинированные на премию произведения публикуются в антологии «Rhysling». В 2008 году специальный титул Грандмастера премии Райслинга получил Рэй Бредбери. Премия Сайдвайз за лучшее произведение в жанре альтернативной истории в номинации «лучшее произведение малой формы» может вручаться за стихотворение, премия читателей журнала «Азимов» — за стихотворение, премия Брэма Стокера организации «Horror Writers Association» в категории «сборник поэзии» и премия «Балрог» в номинации «поэт».
В России начиная с 1989 года вышло несколько антологий фантастической поэзии, а также книжная серия «Альтернативный Пегас» в составе 7 книг (2001).
На ежегодной международной литературной конференции по вопросам фантастики «РосКон» проводятся дискуссии и семинары по фантастической поэзии. В 2005 и 2007 годах эти семинары проводила Мария Галина — известный поэт и писатель-фантаст, «автор поэмы „Катти Сарк“ и многих других стихов с „фантастическим уклоном“».
В периодике фантастическая поэзия часто появляется в литературных журналах, специализирующихся на фантастической литературе. Изредка встречаются небольшие журналы, посвящённые исключительно фантастической поэзии: так, в США с 1984 года выходит журнал «The Magazine of Speculative Poetry», а также журнал «Scifaikuest», публикующий только фантастическую поэзию в жанрах хайку, танка, сэнрю и хайбун.

## Направления

### Научно-фантастическая поэзия
В русской литературе конца XIX — начала XX века нередким было обращение к теме жизни на других планетах и у других звёзд в лирике символизма (в частности, у Фёдора Сологуба и Валерия Брюсова). По мнению А. Ф. Бритикова, русская литературная традиция научно-фантастической поэзии началась с ранних образцов в творчестве Валерия Брюсова, Велимира Хлебникова и Владимира Маяковского и получила дальнейшее развитие в творчестве прежде всего ленинградских поэтов 1960—1970-х годов — В. Шефнера, О. Тарутина и других; так, книгу Олега Тарутина «Зеница ока» (1979) Бритиков называет первым русским сборником фантастической поэзии. Среди заметных явлений научно-фантастической поэзии того времени называют также стихотворения Юрия Кузнецова («Змеиные травы», «Атомная сказка» (1968) и другие), поэму «Струфиан» (1974) Давида Самойлова. В литературе 1990-х годов к данному жанру можно отчасти отнести творчество Дмитрия Быкова (например, стихотворение «Постэсхатологическое» (1991), поэму «Версия» (1993), излагающую вариант альтернативной истории послереволюционной русской литературы). В XXI веке фантастическая поэзия представлена в творчестве Марии Степановой; одним из наиболее заметных явлений стало также творчество Фёдора Сваровского (предшественником которого выступил в стихах 1990-х годов Андрей Родионов): как отмечала критик Людмила Вязмитинова,

оба обратились к трэшевым, почти бульварным космическим сюжетам. С одной стороны, это самый массовый вид фантастики, а герои обоих поэтов — представители именно демократических «широких масс». С другой стороны, фантастика — наиболее удобный материал для формирования интонации, в которой ирония сочетается с экзистенциальной глубиной.

Англоязычная научно-фантастическая поэзия, как утверждается, оформилась в качестве отдельного литературного явления в начале 1970-х годов как продукт «Новой волны» в научной фантастике. Создание в 1978 году американской Ассоциации научно-фантастической поэзии подтвердило появление нового литературного направления. В 1981 году Эндрю Джорон писал, что за последнее десятилетие в США «удалось создать традицию, закрепившую и определившую жанр» научно-фантастической поэзии.
Одним из признанных примеров научно-фантастической поэзии является поэма шведского Нобелевского лауреата Харри Мартинсона «Аниара» (1956), действие которой происходит внутри космического корабля.

### Поэзия фэнтези
Поэзия фэнтези нередко входит в состав романов, принадлежащих к этому жанру; известными примерами являются произведения Дж. Р. Р. Толкина, Г. Л. Олди, Марии Семёновой.
В сборнике фантастической поэзии современных российских авторов «Магическая механика» раздел «Волшебное прошлое», по словам составителя, посвящён фэнтези.
Альманах «Конец эпохи» (1996—2011) публиковал поэзию и прозу фэнтези.
Среди поклонников Толкина и ролевых игроков широко развита любительская поэзия фэнтези (см. также: менестрель). Представители: Тэм Гринхилл, Йовин и др.

### Поэзия ужасов
В своём классическом эссе «Сверхъестественный ужас в литературе» Г. Ф. Лавкрафт называет Эдгара По создателем современной литературы ужаса — как прозаической, так и поэтической — «в её окончательном и совершенном виде»:

Космический ужас заполняет и стихи, и рассказы По. Ворон, который стучит прямо в сердце, вампиры, которые бьют в колокола, склеп Улялюм октябрьской чёрной ночью, странные шпили и куполы на морском дне, «дикая волшебная звезда, что мерцает нам сквозь года» — все это и многое другое злобно смотрит на нас из маниакальных страхов в бурлящем поэтическом кошмаре.
Среди более современных певцов «космического ужаса» Лавкрафт выделяет Кларка Эштона Смита (поэма «Любитель гашиша» и др.).
Наконец, сам Г. Ф. Лавкрафт является не только прозаиком, но и заметным представителем поэзии ужасов (цикл сонетов «Грибы с Юггота» и др.).
Международная организация «Horror Writers Association» присуждает ежегодную Премию Брэма Стокера за достижения в жанре литературы ужасов, в том числе в категории «Поэтический сборник» (Bram Stoker Award for Best Poetry Collection).

## Дискуссии в литературоведении
Цветан Тодоров в книге «Введение в фантастическую литературу» выражает сомнения в возможности существования фантастической поэзии. Тодоров пишет, что поэзия по своей сути неизобразительна, «поэтический образ — это сочетание слов, а не вещей», то есть поэтический текст следует воспринимать на уровне последовательности слов, а не обозначаемых ими предметов.

«Теперь нам понятно, почему поэтическое прочтение представляет собой препятствие для фантастического. Если, читая текст, мы отвлекаемся от всякой изобразительности и рассматриваем каждую фразу всего лишь как сочетание семантических признаков, то фантастическое возникнуть не может… для его возникновения требуется наличие реакции на события, происходящие в изображаемом мире. Поэтому фантастическое может существовать только в вымысле; поэзия фантастической не бывает (хотя и существуют антологии „фантастической поэзии“…)».

С Тодоровым соглашается Джессика Салмонсон: замечая, что фантастическое представляет собой «образную реальность» (figurative reality), в то время как фантастическая поэзия в целом лишена создающих эту образную реальность элементов (персонажей, событий и действия), она приходит к выводу, что «идея фантастической поэзии, в сущности, — инструмент сообщества (device of community)», полезный для объединения писателей, но лишённый теоретического значения.

## Издания

### Сборники
На русском языке:
- Кибернетический Пегас: Наука и фантастика в русской и советской поэзии / Сост. Лев Куклин. Л.: Детская литература, 1989. 256 с. ISBN 5-08-000191-7
- Лазурный луч / Сост. Михаил Латышев. М.: Терра, 1996. 382 с. (Серия: Четвёртое измерение). ISBN 5-85255-629-7
- Серия антологий, составленных Сергеем Неграшем:

- Магическая механика. Рига: Снежный ком, 2008. 272 с. ISBN 978-9984-816-10-4

- Состоит из 3 частей: «Волшебное прошлое» — фэнтези, «Чудесное настоящее» — мистика и гротеск, «Фантастическое будущее» — футурология

- Мифическая механика. Рига: Снежный ком, 2008. 256 с. ISBN 978-9984-816-15-9, ISBN 978-9984-816-14-2
- Мистическая механика. СПб.: АураИнфо, 2010. 204 с. ISBN 978-5-86983-206-1
- Мировая механика. СПб.: Северо-Запад; АураИнфо, 2010. 240 с. ISBN 978-5-7906-0250-4

- Стихи о вампирах / Сост. И. Осипов. М.: Эксмо, 2011 г. Серия: Народная поэзия. Тираж: 3000 экз. Тип обложки: твёрдая. Формат: 60x90/32 (107x140 мм). Страниц: 272. ISBN 978-5-699-49153-7

На английском языке:
- Dark of the Moon: Poems of Fantasy and the Macabre / Ed. by A. Derleth. Sauk City, WI: Arkham House, 1947. XVI+418 p.
- The Umbral Anthology of Science Fiction Poetry / Ed. by S. R. Tem. Denver, CO: Umbral Press, 1982. ISBN 0-943422-00-0

Подробную библиографию англоязычных антологий фантастической поэзии см. на сайте Science Fiction Poetry Association.

### Книжные серии
На русском языке:
- «Альтернативный Пегас», составители Александр Олексенко и Андрей Балабуха[19]:

- Вячеслав Рыбаков. Обрывки исповеди. СПб.: Лань, 2001. 64 с. ISBN 5-8114-0381-X
- Владимир Михайлов. Разнолетье. СПб.: Лань, 2001. 72 с. ISBN 5-8114-0384-4
- Андрей Балабуха. Эпициклы. СПб.: Лань, 2001. 96 с. ISBN 5-8114-0386-0
- Сергей Снегов. Явь и видения. СПб.: Лань, 2001. 96 с. ISBN 5-8114-0385-2
- Лев Вершинин. Неактуальные баллады. СПб.: Лань, 2001. 184 с. ISBN 5-8114-0382-8
- Евгений Лукин. Ой да… СПб.: Лань, 2001. 128 с. ISBN 5-8114-0383-6
- Николай Романецкий. Тоники. Сага о кольце Сидора. СПб.: Издательство Сидорович, 2013. 96 с. ISBN 978-5-905909-32-0